# Hemicentrus cornutus
Hemicentrus cornutus är en insektsart som beskrevs av William D. Funkhouser. Hemicentrus cornutus ingår i släktet Hemicentrus och familjen hornstritar. Inga underarter finns listade i Catalogue of Life.